# Mark Hughes
Pour les articles homonymes, voir Mark Hughes (homonymie).
 (janvier 2012).
Si vous disposez d'ouvrages ou d'articles de référence ou si vous connaissez des sites web de qualité traitant du thème abordé ici, merci de compléter l'article en donnant les références utiles à sa vérifiabilité et en les liant à la section « Notes et références ».
Leslie Mark Hughes, né le 1er novembre 1963 à Wrexham, est un footballeur international gallois reconverti entraîneur.
Il évolue au poste d'attaquant entre 1980 et 2002. 
En 1999, il devient sélectionneur du pays de Galles tout en terminant sa carrière de joueur.
Il a successivement entraîné Blackburn Rovers, Manchester City, Fulham, Queens Park Rangers, Stoke City, Southampton et Bradford City. Il entraîne Carlisle United depuis février 2025.

## Biographie

### Début de carrière à Manchester United (1980-1986)
Né dans le quartier de Ruabon à Wrexham (pays de Galles), Hughes rejoint Manchester United après avoir quitté l'école lors de l'été 1980. Cependant, il fait ses débuts en équipe première trois ans plus tard lors d'un match de Coupe d'Angleterre face à Oxford (1-1). Comme beaucoup d'autres légendes des Red Devils, Hughes devient rapidement le chouchou d'Old Trafford en enchaînant les buts lors de ses débuts.
Pourtant, lorsque Mark Hughes intègre l'effectif professionnel, la concurrence est rude en attaque puisque les titulaires d'alors, Frank Stapleton et Norman Whiteside, enchaînent les bonnes performances. Cela n'empêche pas le jeune attaquant gallois de s'imposer, faisant reculer Whiteside au milieu de terrain au côté de Ray Wilkins, et s'associant avec Stapleton en pointe de l'attaque mancunienne. La saison suivante, Hughes marque 25 buts en 55 matches toutes compétitions confondues. Manchester termine quatrième du championnat et remporte la Coupe d'Angleterre aux dépens d'Everton. Hughes enchaîne les buts lors des saisons 1984-1985 et 1985-1986 avant de quitter le club mancunien à 22 ans.

### FC Barcelone et Bayern Munich (1986-1988)
Lors de l'été 1986, Hughes est transféré au FC Barcelone pour environ 2,5 millions d'euros. Le transfert est décidé à l'aube de l'année civile mais la décision n'est pas rendue publique avant la fin de la saison.
L'entraîneur du Barça Terry Venables espère avoir trouvé une attaque complémentaire avec Hughes et Gary Lineker, qui débarque d'Everton. Cependant, l'attaquant gallois déçoit et est prêté au Bayern Munich pour la saison 1987-1988, où il retrouve la forme. 
Le 11 novembre 1987, il participe à deux matches officiels durant la même journée : d'une part avec la sélection galloise contre la Tchécoslovaquie dans le cadre des qualifications à l'Euro 1988, puis il est conduit en Allemagne pour retrouver le banc du Bayern qui dispute son match de second tour de la Coupe d'Allemagne face au Borussia Mönchengladbach.
Mark Hughes fait partie des nombreux footballeurs britanniques qui ont quitté le Royaume-Uni entre le milieu des années 1980 et celui des années 1990 notamment à cause de la différence de salaires avec le reste de l'Europe et surtout pour avoir la possibilité de disputer des compétitions européennes, dont sont privés les clubs anglais entre 1985 et 1990 à la suite du drame du Heysel.

### Retour à Manchester United (1988-1995)
En mai 1988, Mark Hughes fait son retour à Manchester United, désormais entraîné par Alex Ferguson, pour 2 millions d'euros, somme record à l'époque.
Comme à ses débuts à Old Trafford, Hughes s'avère être un buteur dynamique et retrouve sa place dans le cœur des supporters des Red Devils. Il est élu Joueur de l'année PFA du championnat lors de la saison 1988-1989, ce trophée étant le premier destiné à un joueur de Manchester United. Après une saison en dents de scie, le club mancunien termine à la 11e place du classement.
Un an plus tard, il marque un doublé lors de la finale de la Coupe d'Angleterre face à Crystal Palace (3-3) avant que Lee Martin marque le seul but du match pour Manchester lors du replay et permette ainsi aux Red Devils de remporter leur premier trophée majeur depuis cinq ans. Hughes termine la saison avec quinze buts au compteur, ce qui fait de lui le meilleur buteur du club en 1989-1990.
Le 15 mai 1991, Hughes marque les deux buts de Manchester United face au FC Barcelone, son ancien club, et permet aux siens de remporter sa première Coupe d'Europe des vainqueurs de coupe. Il termine une nouvelle fois meilleur buteur du club avec 21 buts toutes compétitions confondues et est élu joueur de l'année PFA du championnat pour la seconde fois de sa carrière. Cette saison, Manchester United est également finaliste de la League Cup perdue face à Sheffield Wednesday (1-0), formation entraînée par Ron Atkinson qui était le manager de Manchester United lors des débuts de Hughes à Old Trafford.
En 1991-1992, Manchester United est dauphin de Leeds United en championnat mais se console en remportant la League Cup. Un an plus tard, les Red Devils remportent la première édition de la Premier League. En avril 1994, il marque d'une superbe reprise de volée le but égalisateur à la dernière minute du temps supplémentaire lors de la demi-finale de la Coupe d'Angleterre face à Oldham Athletic. Le club mancunien réalise le doublé Coupe-championnat en 1993-1994 grâce notamment à un but de Hughes en finale de la Coupe. L'attaquant gallois marque également lors de la finale de la League Cup perdue face à Aston Villa dans le premier stade Wembley. Ces deux buts font de lui le deuxième joueur à avoir marqué dans les deux finales de coupes nationales durant la même saison, après Norman Whiteside en 1983. En janvier 1995, des rumeurs courent sur le départ de Hughes lors du marché des transferts après l'arrivée d'Andy Cole à Manchester, mais le staff technique des Red Devils annonce que le joueur ne part pas durant le mercato. Hughes et Manchester United sont proches de réaliser un second doublé Coupe-championnat en 1995, mais l'incapacité de battre West Ham lors de la dernière journée de championnat et de marquer le but égalisateur face à Everton en finale de la Coupe condamne Manchester United à une saison vierge de titres pour la première fois depuis six ans. Cette finale, disputée le 20 mai 1995, est le dernier match joué par Hughes sous le maillot de Manchester United.

### Chelsea FC (1995-1998)
Mark Hughes quitte donc Old Trafford pour la seconde fois et signe faveur de Chelsea en juin 1995 pour la modique somme de deux millions d'euros. Toutefois, la première saison de Hughes à Chelsea voit Manchester United remporter son second doublé Coupe-championnat après avoir éliminé Chelsea en demi-finale de la Cup (2-1), moins de deux ans après que Hughes a marqué l'un des buts de United en finale de cette même coupe aux dépens de Chelsea. Hughes marque ironiquement lors des deux confrontations en championnat face à son ancien club lors de la saison 1995-1996. 
Mark Hughes est l'un des artisans de la montée en régime de Chelsea à la fin des années 1990, formant un partenariat improbable avec Gianfranco Zola qui pousse Gianluca Vialli vers la retraite. Ce dernier devient d'ailleurs entraîneur-joueur de Chelsea en février 1998. Hughes réalise de bonnes performances au sein du club londonien, notamment lors de la Coupe d'Angleterre 1997 remportée par les Blues face à Middlesbrough et durant la Coupe d'Europe des vainqueurs de coupe remportée un an plus tard. En remportant la Coupe d'Angleterre en 1997, il devient le seul acteur du XXe siècle à avoir remporté le trophée à quatre reprises. 
En tout et pour tout, Hugues marque 39 buts en 123 apparitions sous le maillot de Chelsea.

### Southampton FC (1998-2000)
En juillet 1998, Mark Hughes est signé par Southampton pour environ un million d'euros, dans le but de remplacer David Hirst, blessé. Malheureusement, les objectifs du joueur attendus par le club ne sont pas réalisés et Hughes est poussé au milieu du terrain où son expérience permet à Southampton de se maintenir en Premier League.
Les deux uniques buts de Hughes sous le maillot des Saints sont marqués face à Blackburn Rovers et Newcastle United le 15 août 1999. L'attaquant gallois souffre de problèmes de comportements durant sa carrière, et durant sa première saison au Dell, il récolte la bagatelle de 14 cartons jaunes, total qui n'a jamais été dépassé en Premier League. 
Quand Glenn Hoddle débarque sur le banc de Southampton en 2000, il annonce que Mark Hughes ne fait pas partie de ses plans. Le buteur, devenu indésirable, voit son contrat résilié.

### Everton et Blackburn Rovers (2000-2002)
Arrivé à Everton en mars 2000, Hughes ne reste que sept mois dans le club de Liverpool. Il prend part à 19 rencontres toutes compétitions confondues et marque un seul but avant d'être libéré en octobre. Il s'engage alors en faveur de Blackburn Rovers, quittant pour la première fois de sa carrière la première division anglaise. Il est l'un des éléments-clé de l'effectif des Rovers qui est promu en Premier League à l'issue de sa première saison dans le club. En 2002, le club du Lancashire remporte la League Cup pour la première fois de son histoire. Le 9 avril 2002, il marque le dernier but de sa carrière face à Leicester City (défaite 2-1). À ce moment-là, il est le second joueur le plus âgé à marquer en Premier League, derrière Stuart Pearce. En décembre 2006, il est doublé par Teddy Sheringham qui marque le dernier but de sa carrière à 40 ans.
En juillet 2002, il annonce qu'il met un terme à sa carrière de footballeur à l'âge de 39 ans.

### Sélection nationale
Le 2 mai 1984, 17 minutes après être apparu pour la première fois sur les terrains avec la sélection galloise, il marque son premier but en sélection qui donne la victoire aux siens face à l'Angleterre. Entre 1984 et 1999, il porte le maillot de son pays à 72 reprises et marque 16 buts.

## Carrière d'entraîneur
Mark Hughes commence sa carrière d'entraîneur avant d'avoir fini celle de joueur. En effet, il est provisoirement nommé sélectionneur du pays de Galles avec Neville Southall en 1999 pour remplacer Bobby Gould. Il est finalement employé à plein temps par la Fédération de football de Galles à la suite du départ de Southall. Hughes reste cinq ans à la tête de la sélection galloise grâce à ses bons résultats et son impressionnant coaching qui a presque permis au pays de Galles de se qualifier pour l'Euro 2004. 
Cette année-là, il quitte le poste de sélectionneur et est contacté par son dernier club Blackburn Rovers, il en devient officiellement l'entraîneur en septembre 2004. Arrivant à l'éloigner de la zone de relégation, il arrive ensuite à faire signer plusieurs noms tel que Benedict McCarthy, David Bentley, Ryan Nelsen, Stephen Warnock ou Roque Santa Cruz, mais ne gagne aucun titre, l'équipe terminant souvent en milieu de tableau. Hughes est tout de même récompensé par le titre de manager du mois d'octobre en 2007.
Le 2 juin 2008, il est engagé en tant qu'entraîneur de Manchester City après le limogeage de Sven-Göran Eriksson. Le club de Manchester City, racheté peu après par un milliardaire d'Abou Dabi, offre une enveloppe importante au coach gallois pour le marché des transferts. L'entraîneur choisit ainsi Robinho pour 42 millions d'euros, un record en Angleterre. Hughes est très actif dans le marché des transferts en janvier 2009 avec les signatures de Wayne Bridge en provenance de Chelsea et de Craig Bellamy qui arrive de West Ham United. Cependant, l'équipe peine en championnat et Hugues paie les résultats décevants du club le 19 décembre 2009 en étant limogé de son poste et remplacé par Roberto Mancini.
Le 29 juillet 2010, Hughes devient entraîneur de Fulham, en remplacement de Roy Hodgson, parti à  Liverpool FC. L'équipe londonienne termine 8e de Premier League et Hughes décide de démissionner moins d'un an après la signature de son contrat. Il s'explique en disant : « En tant que jeune entraîneur ambitieux, je souhaite partir pour de nouvelles expériences ».
Le 10 janvier 2012, Hughes est officiellement nommé entraîneur des Queens Park Rangers. Il est démis de ses fonctions le 23 novembre 2012 à la suite des mauvais résultats du club, pointant à la dernière place du championnat sans aucune victoire après douze journées. 
Le 30 mai 2013, Mark Hughes est nommé entraîneur de Stoke City en remplacement de Tony Pulis avec un contrat de 3 ans,. Il est renvoyé le 6 janvier 2018 à la suite de l'élimination du club de la Coupe d'Angleterre par Coventry City et de sa position de relégable en championnat.
Nommé à la tête de Southampton en 2018, il est démis de ses fonctions le 2 décembre 2018 après n'avoir gagné que 5 des 27 matchs qu'il a dirigés.

## Palmarès

### En club
- Vainqueur de la Supercoupe d'Europe en 1991 avec Manchester United
- Vainqueur de la Coupe d'Europe des Vainqueurs de Coupe en 1991 avec Manchester United
- Champion d'Angleterre en 1993 et en 1994 avec Manchester United
- Vainqueur de la Coupe d'Angleterre en 1985, en 1990 et en 1994 avec Manchester United et en 1997 avec Chelsea FC
- Vainqueur de la League Cup en 1992 avec Manchester United, en 1998 avec Chelsea FC et en 2002 avec les Blackburn Rovers
- Vainqueur du Charity Shield en 1993 et en 1994 avec Manchester United
- Finaliste de la Coupe d'Angleterre en 1995 avec Manchester United
- Finaliste de la League Cup en 1991 et en 1994 avec Manchester United

### EnÉquipe de Pays de Galles
- 72 sélections et 16 buts entre 1984 et 1999

### Distinctions individuelles
- Élu Joueur de l'année PFA du Championnat d'Angleterre en 1989 et en 1991
- Membre de l'English Football Hall of Fame
- Officier de l'Ordre de l'Empire britannique